# Ruby Felisbino Medeiros
Ruby Felisbino Medeiros (Caxias do Sul, 31 de agosto de 1924) filho de Acelino Luiz de Medeiros e Mathilde Gadermann, foi médico, professor, escritor e pesquisador de ficção científica brasileiro. Editou desde 1991 o fanzine Notícias... do Fim do Nada. Faleceu em 31 de agosto de 2011, curiosamente no dia de seu aniversário.

## Histórico
Formado em ciências contábeis e medicina (turma de 1950 da UFRGS), o Dr. Ruby (como é mais conhecido entre os fãs de FC), começou a editar fanzines ainda na década de 1950. Foi o criador de um dos primeiros fanzines dedicados à ecologia, o Jornaleco, das "Patrulhas do Verde" de Porto Alegre.
Em 1991, inspirado pela leitura de Project Pope, de Clifford D. Simak, criou um fanzine de FC intitulado Notícias… do Fim do Nada (o Dr. Ruby compara Porto Alegre, onde reside, ao "Fim do Nada" do romance de Simak, um planeta distante da civilização e onde livros demoram meses para chegar).
O Dr. Ruby também publicou um extenso catálogo com autores e obras de ficção científica publicadas em português no Brasil.

## Obra
- Índice de contos de ficção científica e fantástico. Porto Alegre: Laboratório-Escola de Ficção Científica Robert A. Heinlein, 1999.